# Indonemoura tortuosa
Indonemoura tortuosa är en bäcksländeart som beskrevs av Wang och Du 2009. Indonemoura tortuosa ingår i släktet Indonemoura och familjen kryssbäcksländor. Inga underarter finns listade i Catalogue of Life.